# 리샤오란
리샤오란(중국어: 李小冉, 병음: Lǐ Xiáorǎn, 한자음: 이소염, 1976년 5월 8일 ~ )은 중국의 배우 겸 무용가이다.

## 출연작

### 드라마
- 2010년 호북 위성 텔레비전 청강극장 《래불급설아애니》 - 인징완 역
- 2011년 후난위성텔레비전 금응독파극장 《첸더더의 결혼이야기》 - 첸더더 역
- 2013년 저장 위성 텔레비전 중국람극장 《금야천사강림》 - 린팅 역
- 2014년 동방 위성 텔레비전 몽상극장 《대장부》 - 고효군 역
- 2014년 CCTV-1 제일특약극장 《대하인녀》 - 엽비하 역
- 2016년 후난위성텔레비전 금응독파극장 《마작》 - 선추샤 역
- 2017년 베이징 텔레비전 품질극장 《풍쟁》 - 린타오 역
- 2018년 동방 위성 텔레비전 동방극장 《미호생활》 - 양효혜 역
- 2018년 장쑤 위성 텔레비전 행복극장 《하일참별리》 - 성하 역
- 2018년 저장 위성 텔레비전 중국람극장 《월수선생》 - 나나 역
- 2019년 베이징 텔레비전 품질극장 《인법지명》 - 추동 역
- 2019년 텐센트 웹드라마 《경여년》 - 장공주 역
- 2019년 저장 위성 텔레비전 주파극장 《아적기기인남우》 - 왕우비 역
- 2020년 저장 위성 텔레비전 중국람극장 《추선》 - 장월 역
- 2020년 동방 위성 텔레비전 동방극장 《재일기》 - 강찬 역
- 2021년 베이징 텔레비전 품질극장 《광영여몽상》 - 쑹칭링 역
- 2022년 CCTV-8 황금강당극장 《금생유니》 - 탄징 역
- 2022년 베이징 텔레비전 품질극장 《임심견록》 - 젠이 역
- 2023년 CCTV-8 황금강당극장 《삼체 : 문명의 경계》 - 선위페이 역
- 2023년 CCTV-1 제일특약극장 《아문적일자》 - 리우슈샤 역
- 2025년 아이치이 웹드라마 《오운지상》- 저우쉐만 역